# Božena Kralj (novinarka)
Božena Kralj (1881. − ?) je bila hrvatska gimnazijska profesorica, novinarka i urednica u nekoliko tuzemnih časopisa (Luč i dr.) u razdoblju između dvaju svjetskih ratova. Djelovala je u ženskoj sekciji Katoličkog seniorata. Supruga je Velimira Deželića mlađeg.

## Životopis
Rođena je u obitelji sa sedmero djece. Otac joj je bio službenik oružničke postaje u Zagrebu. Braća i sestre su pošle putem prosvjete i/ili studiranja, a istakli su joj se brat Zvonimir, doktor prava i načelnik ministarstva financija, te sestra Marijana aktivna kulturno-povijesna djelatnica. Obitelj je bila jako povezana s isusovcima, a otac joj je bio član Marijine kongregacije za gospodu. Božena Kralj bila je izvrsna učenica u liceju.
Zapamćena je kao žena koja je probijala put ženskim pravima u vremenima kad žene nisu smjele pristupiti u neke organizacije. Prva je članica HKAD Domagoj, prva (upisala 1910./11.) je studentica slavistike na zagrebačkom Filozofskom fakultetu (ondašnjem Mudroslovnom fakultetu), prva je stipendistica u povijesti HAZU (na Sveučilištu u Moskvi; iz Zaklade Julija Bubanovića), prva žena koja je studirala na Carskom moskovskom sveučilištu kad u Rusiji djevojke nisu smjele studirati; pripadnice je jedne od prvih generacija studentica koje su upisale Kraljevsko sveučilište Franje Josipa I. u Zagrebu.
Uz Milicu pl. Bogdanovićevu, prvu diplomiranu povjesničarku u Hrvata i prvu djevojku koja je doktorirala na Zagrebačkom sveučilištu (na temu odnosa cara Julija Apostata prema kršćanstvu), te Boženu Kralj, prvu domaću žensku "intelektualnu elitu" u Hrvatskoj (studentice Mudroslovnog fakulteta u Zagrebu) činile su: Olga Dolovčak, Božena Kralj, Olga Herrak, Jozefina Krušec, Zdenka Marković, Slava Pecinovsky, Mira Perok, Anka Tkalac, Mira Kočonda, Josipa Steinkuševa, Ivana Rossi, Irena pl. Catinelli, Jiza Vavra, Katica Brozović, Cvijeta Cihlar, Ana Mihaldžićeva, Vidosava Radošević, Erna Rosmanith, Olga Šarinić i Vjera Tkalčić. Veći dio te generacije poslije je doktorirao: Josipa Steinkuševa (na temu Negacija u pitanjima kod Homera), Mira Perok (na temu Schiller na zagrebačkoj pozornici), Slava Pecinovsky (na temu Zagrebački njemački časopis Luna), Erna Rosmanith (Lapori na jednom dijelu zagrebačke gore), Ivana Rossi (Osnovne misli Henri Bergsona), Jelka Divjak (Prinos k poznavanju luteo-roseo i purpureo-kobaltnih soli) i Zdenka Smrekar (O volji napose sa psihološkoga i pedagoškoga gledišta), 1918. Draga Cernjak (O topljivosti nekih kovinskih vodeliza u vodenim otopinama...), Ljuba Vučak (Realizam u Gjalskoga), Zdenka Makanec (Prilog neeuklidskoj statici: Počeci L statike i rješenje dosadanjeg paradoksa), Cvijeta Cihlar (Mikrokemijska istraživanja o hitinu u bilinskim membranama), Mira Kočonda (Psihološka analiza popunbenoga testa: prilog k objašnjenju pojma inteligencije), dok je Božena Kralj 1918. doktorirala na temi Participa u Vramčevoj Pastili.
Iako je bila Božena Kralj bila suprugom slavnog supruga, nije bila u njegovoj sjeni, nego su oboje bili aktivni u javnom životu, sve zasnovano na katoličkoj obnovi.
Uređivala je list Žensku misao, časopis Hrvatske katoličke ženske sveze.